# Nation (stacja metra)
Nation – stacja linii nr 1, 2, 6 i 9 metra w Paryżu. Stacja znajduje się pomiędzy 11. a 12. dzielnicą Paryża. Na linii 1 stacja została otwarta 19 lipca 1900 r, na linii 2 - 2 kwietnia 1903, na linii 6 - 1 marca 1909, na linii 9 - 10 grudnia 1933. Stacja jest połączona z RER A

## Kino
Scena aresztowania Jallela (Sami Bouajila) przez policję ukazana została w filmie Wina Woltera (2000) w reżyserii Abdellatifa Kechiche'a. Została ona nakręcona przed wejściem do stacji metra Nation.